# Мель
Мель — возвышение дна в море, реке, озере, затрудняющее судоходство.
Обычно мель бывает образована наносом песка или гальки, может также быть вулканического происхождения или результатом деятельности человека или животных.

Мель у берега водоёма или водотока называют о́тмелью; мелководную область океана, примыкающую к материку, — шельфом.
Мель может быть скрыта под водой постоянно или появляться на поверхности воды периодически (например, во время отлива в морях, изменения уровня воды в реках от водности) в виде островов, осерёдков, побочней, кос и т. д.
По речным мелям, при возможности пересечь реку пешком, или сухопутным транспортом, устраивают броды.
Самая опасная посадка на мель — это посадка на подветренную сторону. В таком случае действуют в одном направлении волна и ветер, постепенно всё дальше выбрасывая судно на мель.
В переносном значении: «сесть на мель» — попасть в затруднительное положение, чаще всего финансовое.